# 萊波格拉瓦
萊波格拉瓦是克羅地亞的城鎮，位於該國北部，距離首府瓦拉日丁30公里，由瓦拉日丁縣負責管轄，鎮上的修道院建於1400年左右，2001年人口8,718。

## 外部連結
- 官方网站